# Higrina
Higrina é um alcalóide pirrolidina, encontrado principalmente nas folhas de coca (0.2%). Foi primeiramente isolado por Carl Liebermann em 1889 (juntamente com um composto relacionado, a cuscohigrina) como um alcalóide acompanhando a cocaína na coca. Higrina é extraída como um óleo amarelo espesso, tendo sabor e aroma pungentes.